# Morti nel 1734
| Questa pagina contiene informazioni ricavate automaticamente dalle voci biografiche con l'ausilio del template Bio e di un bot. L'aggiornamento è periodico e automatico e ricostruisce completamente la pagina. Se manca una persona in questa lista, sei pregato di non aggiungerla, ma accertati piuttosto che la sua voce biografica contenga il template Bio e che i dati anagrafici siano correttamente compilati. Se il template Bio manca, inseriscilo tu stesso o, in alternativa, metti l'avviso {{tmp\|Bio}} che ne segnala la mancanza. Se i dati riportati sono sbagliati, correggi direttamente la voce biografica; le modifiche saranno visibili in questa lista entro pochi giorni. Per chiarimenti vedi il progetto biografie. La lista contiene solo le 91 persone che sono citate nell'enciclopedia e per le quali è stato implementato correttamente il template Bio. Pagina aggiornata al 31 ago 2024. |

## Gennaio(7)
- 4 gennaio - Ferdinando Bernualdo Filippo Orsini d'Aragona, principe italiano (n. 1685)
- 4 gennaio - Aleksander Paweł Sapieha, nobile e ufficiale polacco (n. 1672)
- 6 gennaio - Zacharias Konrad von Uffenbach, giurista tedesco (n. 1683)
- 11 gennaio - Heinrich Karl von Bibra, generale austriaco (n. 1666)
- 20 gennaio - Gavriil Ivanovič Golovkin, politico russo (n. 1660)
- 26 gennaio - Alessandro Falconieri, cardinale italiano (n. 1657)
- 26 gennaio - Alexander Hermann von Wartensleben, generale prussiano (n. 1650)

## Febbraio(9)
- 1º febbraio - John Floyer, medico inglese (n. 1649)
- 7 febbraio - Cristiano Ulrico II di Württemberg-Wilhelminenort, generale prussiano (n. 1691)
- 9 febbraio - Diego de Astorga y Céspedes, cardinale e arcivescovo cattolico spagnolo (n. 1664)
- 10 febbraio - Jean Raoux, pittore e disegnatore francese (n. 1677)
- 14 febbraio - Rafael Bluteau, religioso e lessicografo francese (n. 1638)
- 19 febbraio - Michael Heinrich Gribner, giurista tedesco (n. 1682)
- 19 febbraio - Domenico Trezzini, architetto e urbanista svizzero (n. 1670)
- 24 febbraio - Lorenz Wetter, politico e mercante svizzero (n. 1654)
- 26 febbraio - Marianna Bulgarelli, soprano italiano (n. 1684)

## Marzo(6)
- 2 marzo - Federico Guglielmo II di Nassau-Siegen, principe tedesco (n. 1706)
- 5 marzo - Giovan Giuseppe della Croce, religioso, santo e francescano italiano (n. 1654)
- 9 marzo - José de Azlor y Virto de Vera, militare e politico spagnolo
- 12 marzo - Antonius Schulting, giurista danese (n. 1659)
- 17 marzo - Juan de Acuña, generale spagnolo (n. 1658)
- 31 marzo - Robert Hunter, politico, militare e drammaturgo scozzese (n. 1666)

## Aprile(7)
- 1º aprile - Louis Lully, compositore francese (n. 1664)
- 8 aprile - Enrichetta Carlotta di Nassau-Idstein, nobildonna tedesca (n. 1693)
- 18 aprile - Pierre François Biancolelli, attore teatrale, commediografo e ballerino italiano (n. 1680)
- 25 aprile - Johann Konrad Dippel, alchimista tedesco (n. 1673)
- 26 aprile - Jean-Baptiste Morvan de Bellegarde, presbitero, scrittore e traduttore francese (n. 1648)
- 29 aprile - Elisabetta Piccini, incisore e religiosa italiana (n. 1644)
- 30 aprile - Grzegorz Gerwazy Gorczycki, compositore polacco

## Maggio(5)
- 1º maggio - Erasmo Gattola, monaco cristiano e archivista italiano (n. 1662)
- 14 maggio - Richard Cantillon, banchiere e economista irlandese (n. 1680)
- 15 maggio - Sebastiano Ricci, pittore italiano (n. 1659)
- 21 maggio - Filippina Elisabetta di Borbone-Orléans, nobile francese (n. 1714)
- 24 maggio - Georg Ernst Stahl, medico, fisico e chimico tedesco (n. 1659)

## Giugno(10)
- 1º giugno - Léopold-Marc de Ligniville, generale francese (n. 1708)
- 3 giugno - Maria Cristina Felicita di Leiningen-Dachsburg-Falkenburg-Heidesheim, nobildonna tedesca (n. 1692)
- 12 giugno - James FitzJames, I duca di Berwick, generale inglese (n. 1670)
- 12 giugno - Giorgio Alberto della Frisia orientale, principe (n. 1690)
- 15 giugno - Giovanni Ceva, matematico italiano (n. 1647)
- 17 giugno - Claude Louis Hector de Villars, generale francese (n. 1653)
- 20 giugno - Michele Federico Althann, cardinale e vescovo cattolico tedesco (n. 1682)
- 22 giugno - Edmond Pourchot, filosofo francese (n. 1651)
- 29 giugno - Carlo Francesco Ercole Castelbarco, militare italiano (n. 1699)
- 29 giugno - Claudio Florimondo di Mercy, generale francese (n. 1666)

## Luglio(5)
- 3 luglio - Carlo Borromeo Arese, nobile e politico italiano (n. 1657)
- 12 luglio - Domenico Lazzarini, umanista, filologo e presbitero italiano (n. 1668)
- 13 luglio - Ellis Wynne, presbitero e scrittore gallese (n. 1671)
- 24 luglio - Giuseppe Felice, pittore italiano (n. 1656)
- 25 luglio - Andrea Fantoni, scultore italiano (n. 1659)

## Agosto(4)
- 4 agosto - Ilario Spolverini, pittore italiano (n. 1657)
- 13 agosto - Dionisio Dolfin, patriarca cattolico italiano (n. 1663)
- 14 agosto - Alessandro Aldobrandini, cardinale e arcivescovo cattolico italiano (n. 1667)
- 14 agosto - August Christoph von Wackerbarth, militare e politico tedesco (n. 1662)

## Settembre(6)
- 3 settembre - Cristiano Ludovico di Brandeburgo-Schwedt, principe e militare (n. 1677)
- 5 settembre - Nicolas Bernier, compositore, clavicembalista e teorico della musica francese (n. 1644)
- 12 settembre - Joseph Le Moyne de Sérigny, militare francese (n. 1668)
- 17 settembre - Thomas Fuller, scrittore, medico e storico inglese (n. 1654)
- 19 settembre - Federico Luigi di Württemberg-Winnental, militare tedesco (n. 1690)
- 28 settembre - James Hamilton, VI conte di Abercorn, nobile scozzese (n. 1661)

## Ottobre(3)
- 6 ottobre - Gottfried Reiche, trombettista e compositore tedesco (n. 1667)
- 12 ottobre - Simone Enrico Adolfo di Lippe-Detmold, conte tedesco (n. 1694)
- 30 ottobre - Carlo Buratti, architetto svizzero (n. 1651)

## Novembre(6)
- 5 novembre - Peter Angelis, pittore francese (n. 1685)
- 10 novembre - Mariangela Virgili, religiosa italiana (n. 1661)
- 14 novembre - Marco Gradenigo, patriarca cattolico italiano (n. 1663)
- 14 novembre - Louise de Kérouaille, nobile (n. 1649)
- 21 novembre - Alexis Simon Belle, pittore francese (n. 1674)
- 24 novembre - Eugenio Giovanni Francesco di Savoia-Soissons, nobile (n. 1714)

## Dicembre(7)
- 2 dicembre - Ivan Petrovič Kozyrevskij, esploratore russo (n. 1680)
- 5 dicembre - Francesco Pignatelli, cardinale e arcivescovo cattolico italiano (n. 1652)
- 6 dicembre - Abigail Masham, baronessa Masham, nobildonna inglese (n. 1670)
- 7 dicembre - James Figg, pugile inglese (n. 1695)
- 14 dicembre - Noël-Nicolas Coypel, pittore francese (n. 1690)
- 21 dicembre - Philipp Hyazint von Lobkowicz, nobile ceco (n. 1680)
- 28 dicembre - Rob Roy MacGregor, brigante scozzese (n. 1671)

## Senza giorno specificato(16)
- Geremia III di Costantinopoli, arcivescovo ortodosso greco
- Luigi Antinori, tenore italiano
- Gaetano Berenstadt, cantante castrato italiano (n. 1687)
- Giacomo Bolognini, pittore italiano (n. 1664)
- Federico De Franchi Toso, doge italiano (n. 1642)
- Aleksej Grigor'evič Dolgorukov, politico russo
- Gabriele d'Este, nobile italiano (n. 1673)
- Servatius Hochecker, scultore tedesco (n. 1701)
- Giuliano Mozzani, architetto e scultore italiano
- Vicente Pérez de Araciel y Rada, nobile e politico spagnolo (n. 1657)
- Bonifacio Petrone, cantante e attore teatrale italiano (n. 1679)
- Matteo Ragonisi, pittore italiano (n. 1660)
- Gaetano Sabatini, disegnatore e pittore italiano (n. 1703)
- Antonio Stom, pittore italiano (n. 1688)
- Vincenzo Tuccari, pittore italiano (n. 1657)
- Joseph Vivien, pittore francese (n. 1657)